# Killingholm (vid Vallmo, Nagu)
Killingholm är en ö nära Själö i Nagu,  Finland. Den ligger i Skärgårdshavet i Pargas stad i den ekonomiska regionen  Åboland i landskapet Egentliga Finland, i den sydvästra delen av landet. Ön ligger omkring 5 kilometer söder om Själö, 2 kilometer öster om Nagu kyrka, 34 kilometer sydväst om Åbo och omkring 170 kilometer väster om Helsingfors. Närmaste allmänna förbindelse är förbindelsebryggan vid Kyrkbacken som trafikeras av M/S Falkö och M/S Östern.
Öns area är 17 hektar och dess största längd är 0,8 kilometer i öst-västlig riktning. Ön höjer sig omkring 25 meter över havsytan. I omgivningarna runt Killingholm växer i huvudsak barrskog.